# Ronde van Nederland 1950
De 3e editie van de Ronde van Nederland ging op 24 mei 1950 van start in Amsterdam. De wielerwedstrijd over zeven etappes eindigde op 31 mei weer in Amsterdam. De ronde werd gewonnen door Henk Lakeman.

## Eindklassement
Henk Lakeman werd winnaar van het eindklassement van de Ronde van Nederland van 1950 met een voorsprong van 28 seconden op Jules Depoorter. 
| Plaats  | Naam                | Tijd      |
| ------- | ------------------- | --------- |
| Winnaar | Henk Lakeman        | 45u24'24" |
| 2       | Jules Depoorter     | + 28"     |
| 3       | Norbert Callens     | + 35"     |
| 4       | Rik Evens           | + 1'50"   |
| 5       | Emile Van der Veken | + 2'33"   |
| 6       | Emiel Rogiers       | + 2'39"   |
| 7       | Frans Vos           | + 2'44"   |
| 8       | Wim de Ruyter       | + 3'28"   |
| 9       | Frans Leenen        | + 6'01"   |
| 10      | Theo Middelkamp     | + 6'27"   |

## Etappe-overzicht
| Etappe | Van - naar                | Km  | Etappewinnaar       |
| ------ | ------------------------- | --- | ------------------- |
| 1      | Amsterdam - Appingedam    | 253 | Emile Van der Veken |
| 2      | Appingedam - Apeldoorn    | 195 | Piet Evers          |
| 3      | Apeldoorn - Geleen        | 288 | Frans Vos           |
| 4      | Geleen - Baarle-Nassau    | 235 | Henk Lakeman        |
| 5      | Baarle-Nassau - Eindhoven | 228 | Briek Schotte       |
| 6      | Eindhoven - Rotterdam     | 224 | Henk Faanhof        |
| 7      | Rotterdam - Amsterdam     | 212 | Henk Faanhof        |

1948 · 1949 · 1950 · 1951 · 1952 · 1953 · 1954 · 1955 · 1956 · 1957 · 1958 · 1959 · 1960 · 1961 · 1962 · 1963 · 1964 · 1965 · 1966 · 1967 · 1968 · 1969 · 1970 · 1971 · 1972 · 1973 · 1974 · 1975 · 1976 · 1977 · 1978 · 1979 · 1980 · 1981 · 1982 · 1983 · 1984 · 1985 · 1986 · 1987 · 1988 · 1989 · 1990 · 1991 · 1992 · 1993 · 1994 · 1995 · 1996 · 1997 · 1998 · 1999 · 2000 · 2001 · 2002 · 2003 · 2004 · 2005 · 2006 · 2007 · 2008 · 2009 · 2010 · 2011 · 2012 · 2013 · 2014 · 2015 · 2016 · 2017 · 2018 · 2019 · 2020 · 2021 · 2022 · 2023 · 2024